# Zwartkraagagapornis
De zwartkraagagapornis (Agapornis swindernianus) is een papegaai uit het geslacht van de dwergpapegaaien. In 1820 noemde Kuhl de soort Psittacus Swindernianus, naar de Groningse hoogleraar Theodorus van Swinderen (1784-1851).

## Verspreiding
De vogel komt centraal voor in Afrika en is zeer schuw.
Ze leven in bijna ondoordringbare bossen, waardoor ze zelden gespot worden. De soort telt 3 ondersoorten:
- A. s. swindernianus: Liberia, Ivoorkust en Ghana.
- A. s. zenkeri: van Kameroen tot de zuidwestelijke Centraal-Afrikaanse Republiek en westelijk Congo-Kinshasa.
- A. s. emini: noordelijk, centraal en oostelijk Congo-Kinshasa en westelijk Oeganda.